# Militair marcheren

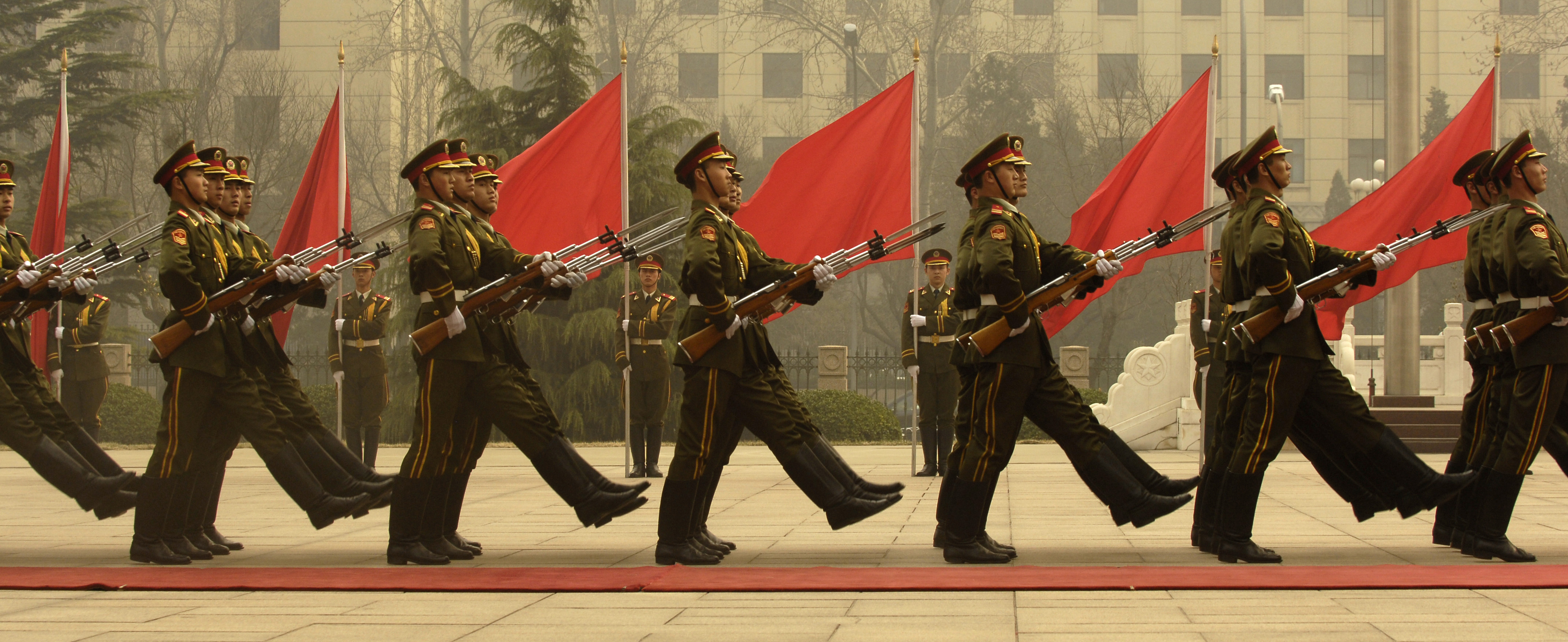
Een Chinees PLA- erewachtbedrijf zet in rap tempo stappen.

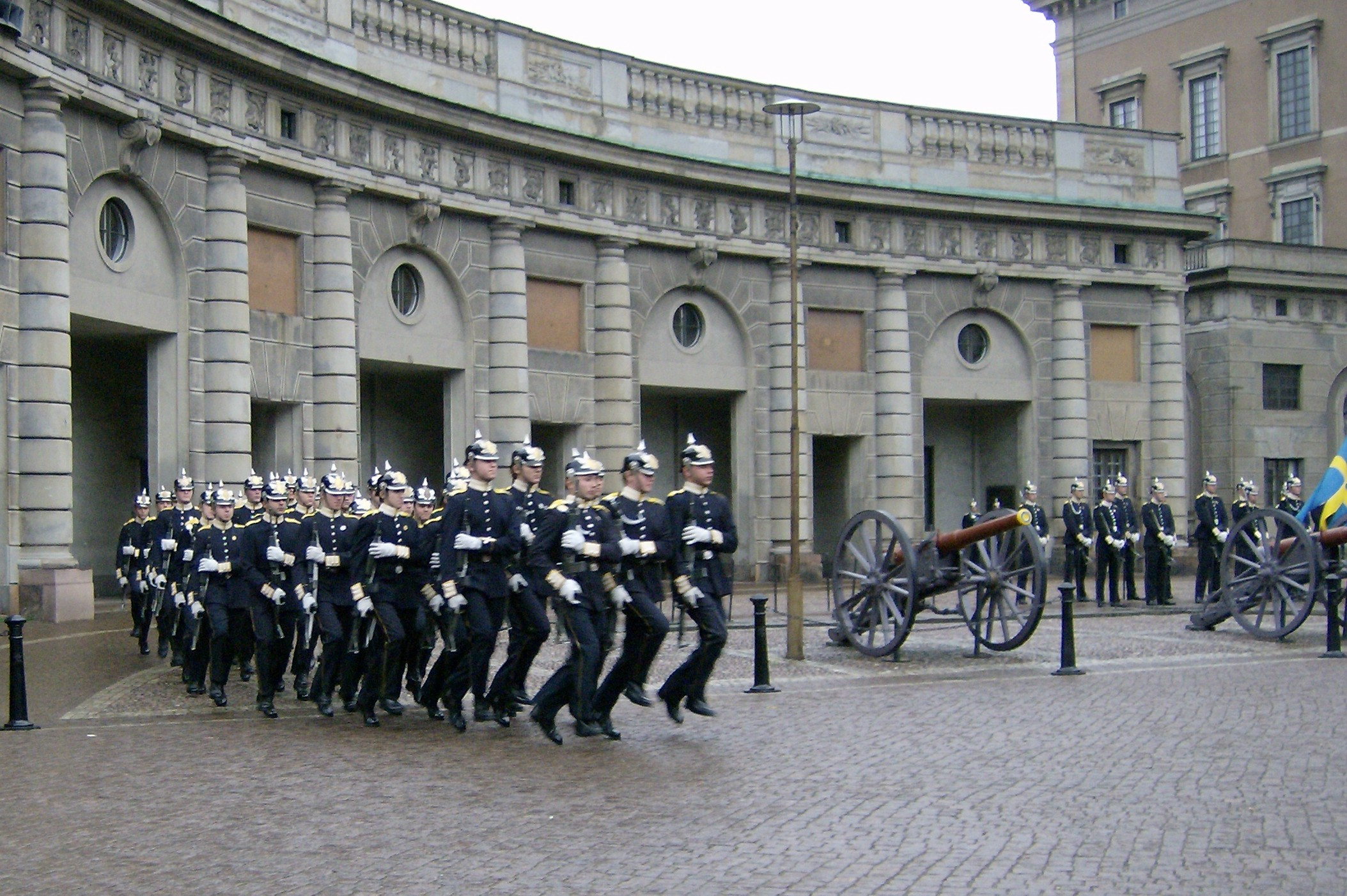
Stockholm Palace bewaakt dubbele tijd marcheren

Militaire stap of mars is een regelmatige, geordende en gesynchroniseerde wandeling van militaire formaties.

## Geschiedenis
De gestage, regelmatige marsstap was een opvallend kenmerk van Romeinse legioenen. Vegetius, de auteur van de enige nog bestaande verhandeling over het leger van het Romeinse Rijk, De Re Militari, erkende het belang van:
constante oefening om snel en samen te marcheren. Evenmin is er iets belangrijker op de mars of in de linie dan dat ze hun tempo met de grootste nauwkeurigheid behouden. Want troepen die op een onregelmatige en wanordelijke manier marcheren, lopen altijd groot gevaar om verslagen te worden. Ze zouden met de gewone militaire stap twintig mijl in vijf zomeruren moeten marcheren, en met de volledige stap, die sneller is, vierentwintig mijl in hetzelfde aantal uren. Als ze dit tempo overschrijden, marcheren ze niet meer, maar rennen ze en kan er geen bepaald tempo worden toegewezen. 
Militair marcheren van voetformaties in een veldslag was eeuwenlang een oefening in de meeste Europese landen en werd zelfs in de Amerikaanse Onafhankelijkheidsoorlog overgedragen naar de nieuwe wereld. Sindsdien is het afgebouwd door vooruitgang in militaire uitrusting en tactieken; voetoefening blijft echter een belangrijk onderdeel van militaire opleiding en training. 

## Marcheer types en commando's
De volgende opdrachten specificeren verschillende soorten marcheren:
- Snel Marcheren: Dit is een instructie om met de linkervoet met de Snel Marcheer-snelheid te beginnen. Het standaardtempo is 116 slagen per minuut met een 30-inch (76 cm) stap, met variaties voor individuele regimenten, het tempo gegeven door de commandant en de snelheid van het ritme van de band: Britse lichte infanterie- en geweerregimenten, bijvoorbeeld Snel Marcheer met 140 slagen per minuut, een erfenis van hun oorspronkelijke rol als zeer mobiele schermutselaars. Hooglandregimenten, die marcheren op doedelzakmuziek, marcheren met 112 passen per minuut.
  - Het snel marstempo van het Australische leger is 116 passen per minuut met een 75 cm (2 ft 6 in) tempo
  - Het snel marstempo van de Canadian Armed Forces is 120 passen per minuut met een tempo van 75 cm
  - Het snel marstempo in de Verenigde Staten is 120 passen per minuut

De manier waarop de mars wordt uitgevoerd, is gebaseerd op de nationaliteit van het regiment. Westerse naties heffen hun tegenovergestelde arm meestal op tot aan de borstzak, worden recht gehouden en worden gebruikt als een geleide slinger. Oostbloklanden en verschillende Latijns-Amerikaanse, Aziatische en Afrikaanse landen gebruikten vaak de ganzenstap, met de benen gestrekt tijdens de hele stap. Beide functioneren om het individuele tempo en de uniformiteit van het eenheidstempo te behouden. Het helpt de soldaten ook in hun relatief verhoogde tempo te marcheren. Het commando van de Verenigde Staten is "For-ward, MARCH" of "quicktime, MARCH" wanneer de snelle tijd wordt hervat vanuit een ander tempo of vanuit routestap. De armbeweging wordt gehouden op 9 inches naar voren en 6 inches naar achteren (6 inches en 3 inches, respectievelijk in de US Navy, Coast Guard, Marine Corps en Air Force) tijdens het marcheren, terwijl het interval tussen rangen en bestanden beide 40 inches is. De lichte infanterieversie van de mars wordt ook gebruikt door het Spaanse Legioen tijdens parades, evenals de Chasseurs van het Franse leger (inclusief Chasseurs Alpineins).
- Langzame mars: dit is een ceremonieel tempo, gebruikt voor begrafenismarsen en wanneer de kleuren van een eenheid voor de troepen worden gemarcheerd. De voeten worden parallel aan de grond gehouden en de armen worden nooit gebruikt. In het Amerikaanse leger en het marinekorps zwaaien de armen als de afstand die ze normaal gesproken in snel mars zouden doen, maar in hetzelfde tempo als marcheren. Amerikaanse Marine Color Guards zwaaien niet met hun armen. Trage mars wordt typisch gebruikt in het Marine Corps voor begrafenisdetails en ceremonies zoals het Marine Corps Ball (wanneer de cake wordt geëscorteerd). In Spanje, Latijns-Amerika en de Filipijnen gebeurt dit tijdens religieuze momenten wanneer een militaire band zich erbij aansluit. Deze marsstijl is de officiële parade-mars in de strijdkrachten van Bolivia, Ecuador en de militaire academies en scholen van Venezuela, die wordt uitgevoerd met de ganzenstap tijdens optochten en ceremonies. Het is de iconische mars stap die wordt gebruikt in het Franse Vreemdelingenlegioen. Het standaardtempo is 60 passen per minuut (88 voor de FFL).
  - Het Traag mars tempo van het Australische leger is 70 passen per minuut met een snelheid van 75 cm.
- Halve stap mars of verlaag het tempo: dit is het tempo van de Amerikaanse mars. Het heeft hetzelfde tempo als snel mars, maar in plaats van 76,2 centimeter, is de stap 38,1 centimeter.
- Dubbele mars: dit is in wezen een gematigde jog met ongeveer 180 91,44 centimeter passen per minuut. Het creëert een rijsnelheid van ongeveer het dubbele van die van de snel mars, ontworpen om zelfs bij zware lasten te worden gebruikt. Dit wordt vaak ten onrechte gebruikt om een sprint of een rennen te beschrijven. Het Amerikaanse commando is "Double Time, MARCH." Dit wordt ook gebruikt door de elite luchtlandingseenheden en speciale troepen van de nationale strijdkrachten van Venezuela, evenals door de strijdkrachten van Bolivia en door soldaten van de Bersaglieri van het Italiaanse leger tijdens parades en ceremonies.
- Easy March: Dit is een onbeperkte mars rond snel mars. Dit is ontworpen voor veldmarsen en andere ruwe omstandigheden, maar wordt niet gebruikt in gevechtsgebieden. Het Amerikaanse commando is "Route-stap, MARCH."
- Mark Tijd: De militaire mark-tijd is in wezen een stationaire mars waarbij de knieën parallel aan de grond omhoog komen of de voet vijftien centimeter boven de grond bungelt. De tijd van wat ze eerder marcheerden wordt bewaard of snel mars wordt gebruikt als er geen tijd wordt verstrekt. Dit is ontworpen om de tijd van grote optochten te behouden wanneer porties geen voorwaartse snelheid nodig hebben, maar wordt ook gebruikt als een veel voorkomende straf voor fysieke training vanwege de vermoeiende aard ervan. Amerikaanse servicemedewerkers bewegen de knieën ongeveer 6 inches.
- Stap voorwaarts of voorwaarts of voorwaartse mars: dit zorgt ervoor dat troepen de tijd markeren om een normale mars te hervatten. Als het impliciet wordt gebruikt (zoals wanneer de markeringstijd wordt gebruikt om formaties uit te lijnen. Of om te wachten tot de vorige rang is gepasseerd bij het betreden van 'Column of Route' vanuit een dieptestijl formatie), stampt de (typisch) rechter markering met zijn voet om een signaal te geven aan de rest van de troepen.